# Marmaray
A Marmaray egy alagút, amely Isztambul európai és ázsiai oldalát köti össze a Márvány-tenger alatt. 2013. október 29-én adták át a forgalomnak, a török állam születésének 90. évfordulóján. A név egyben az elővárosi vasútvonal neve is; a korábban meglévő HÉV-vonalakat az európai és ázsiai oldalon az alagúttal kötötték össze, valamint modernizálták, 2017-es adatok szerint 5 állomást szolgál ki, hosszabbítása folyamatban van.

## Műszaki jellemzők
Az alagút 13,7 kilométer hosszú, ebből 1,4 kilométeres szakasza a tengerben, 55 méterrel a víz és 5 méterrel a meder alatt halad. Az alagutat földrengésbiztosan összeillesztett 18 000 tonnás és kb. 135 méteres szakaszokból állították össze. Az alagúton áthaladó gyorsvasút kapacitása – mindkét irányban – óránként 75 000 fő, ezenkívül még közút is vezet az alagútban az autóforgalom számára.
A projekt része még 63 kilométernyi elővárosi vasút felújítása, ami az alagúti szakasszal együtt 76,3 kilométer hosszú, nagy kapacitású vonal kiépítését jelenti Gebze és Halkali közt.
Elkészültével Isztambul bekerült az első három olyan város közé, amelyek vasúton bonyolítják le a közlekedés legnagyobb részét.
Becslések szerint a jelenlegi 3,6%-ról a vasút részaránya 27,7%-ra növekszik. Jelenleg a listavezetők Tokió 60%-kal és New York 31%-kal.

## Finanszírozás
A Japan Bank for International Cooperation és a European Investment Bank finanszírozza a beruházást. 2006. áprilisig a JBIC 111 milliárd jent, az EIB 1,05 milliárd euró hitelt adott. A beruházás teljes költsége kb. 4 milliárd dollárt tett ki.

## Építése
Az építkezés 2008. szeptember 23-án mérföldkőhöz ért, amikor a Marmaray alagút befejező szakaszát leengedték a tengerbe. A megelőző 16 hónapban 11 db beton alagútelemet, mindegyike 19 000 tonna, engedtek le egy katamaránról a Boszporusz fenekén lévő árokba. Az alagutat úgy tervezték, hogy egy 7,5 erősségű földrengés esetén is épségben maradjon. 58 m mélyen van a legalacsonyabb pontja a felszíntől, és ezzel a világ legmélyebb víz alatti alagútja.
A projekt megvalósításánál, a legnagyobb kihívást a Boszporusz nagy hajóforgalma jelentette. Ezen felül 10-15 méter mélyen nagy turbulencia van, mivel a Fekete-tenger felől beáramló víz itt találkozik a Földközi-tenger felőli sós vízzel.
A kb. 4 milliárd dollárba kerülő projektet – többszöri határidő módosítást követően – 2013. október 29-én adták át. Az átadást megelőzően ki kellett építeni egy kb. 10 km hosszúságú segédalagutat is. Az alagút építéshez kapcsolódóan a 76 km hosszú új és felújított vasútvonal a keleten lévő Gebzétől a nyugaton lévő Halkali városokat köti össze. A vonalon 39 állomás található, melyből három föld alatt helyezkedik el, és óránként 150 000 utast képes szállítani. A vonalat 25 kV váltakozó árammal villamosították, a tehervonatok csak éjjel 11 és hajnali 6 óra között közlekedhetnek a két kontinens között.

A projekt
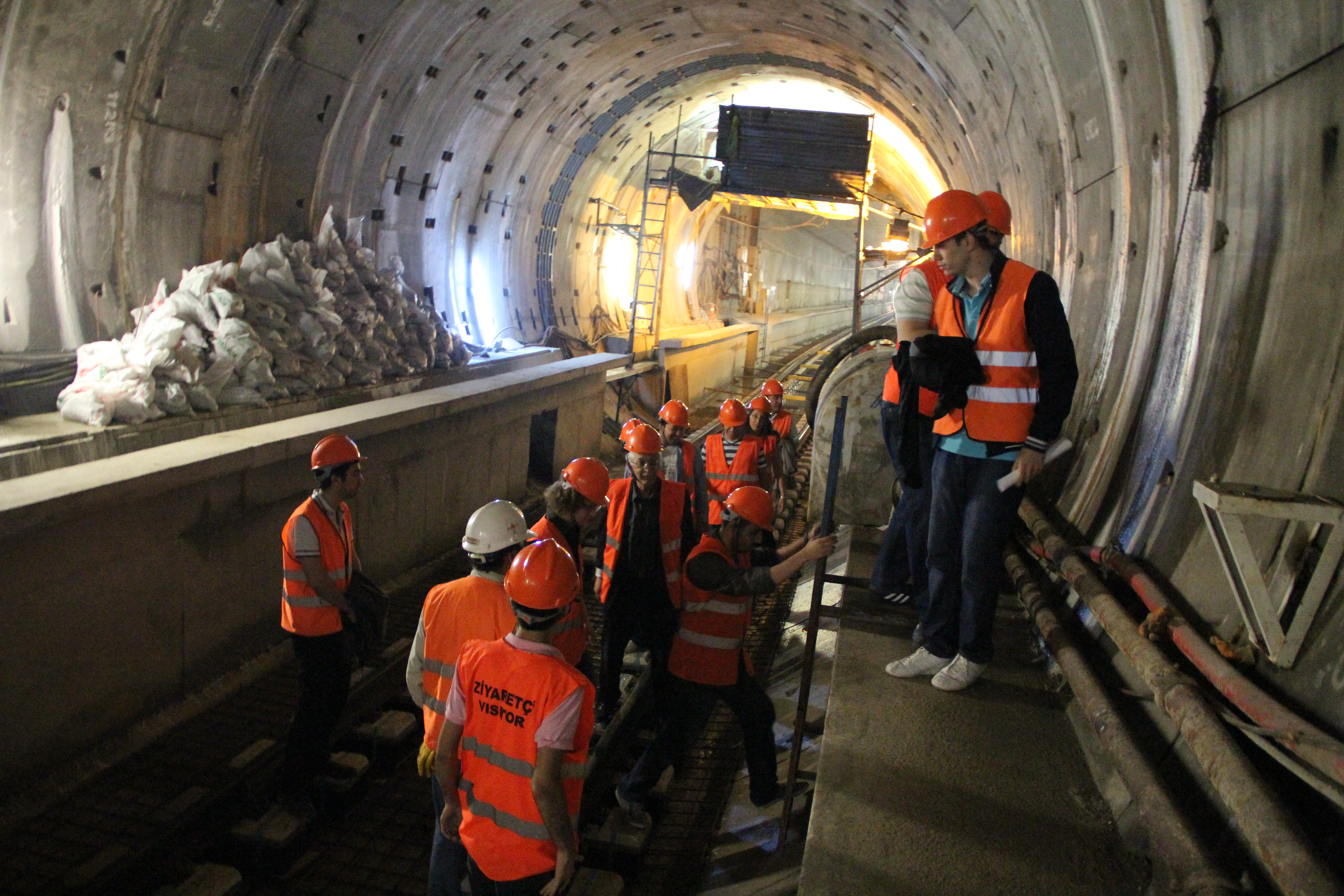
A készülő alagút
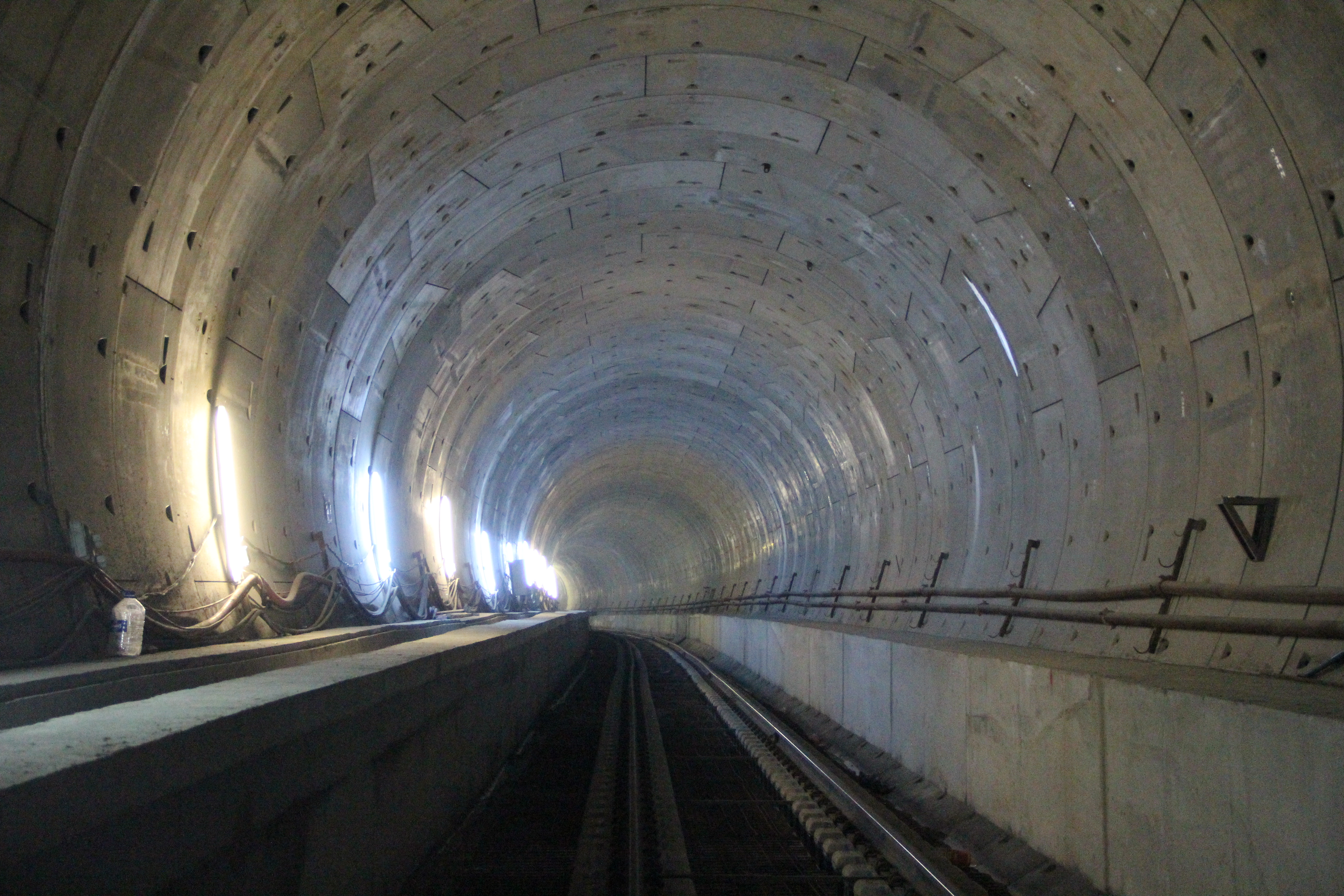
2012-ben
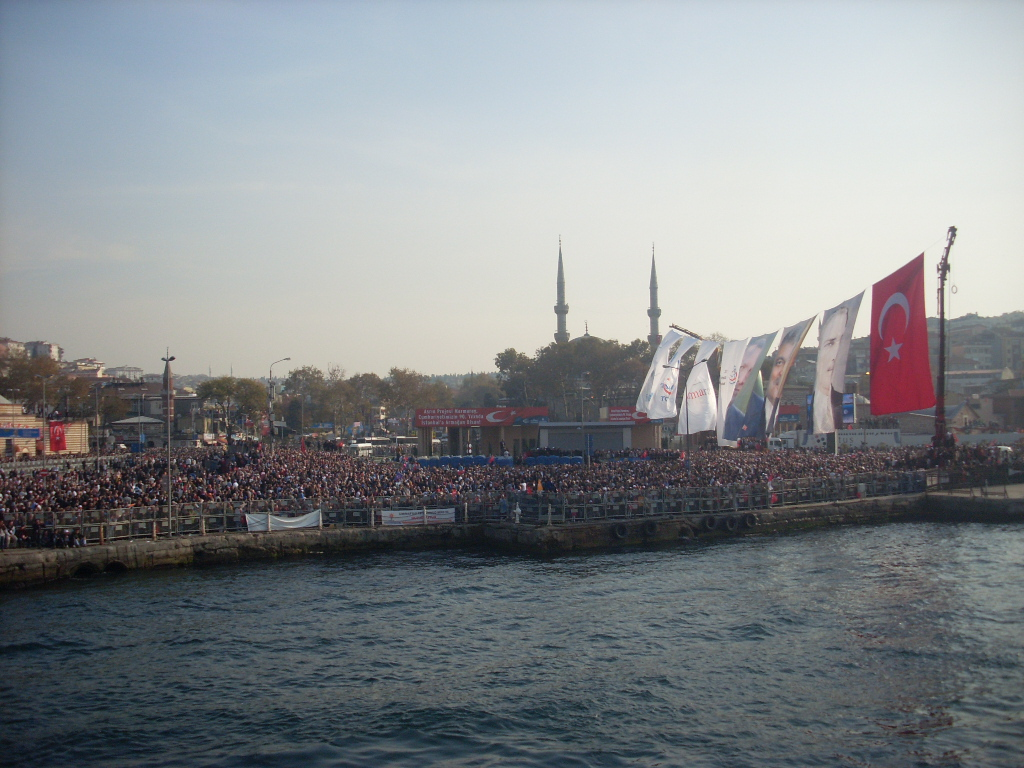
A megnyitó ünnepség

## Az elővárosi vasút
A Marmaray alagúthoz kapcsolódó elővárosi vasút első szakasza 13,6 km hosszú, öt állomást szolgált ki. A vonalon TCDD E32000 sorozatú vonatok közlekednek. A tervezett hossz 76,3 km volt 42 állomással. A Gebze–Halkalı vonalat 2019-ben teljes hosszában megnyitották, 43 állomással. A Marmaray hat év alatt összesen 403 millió utast szállított az öt állomásos első szakaszon.

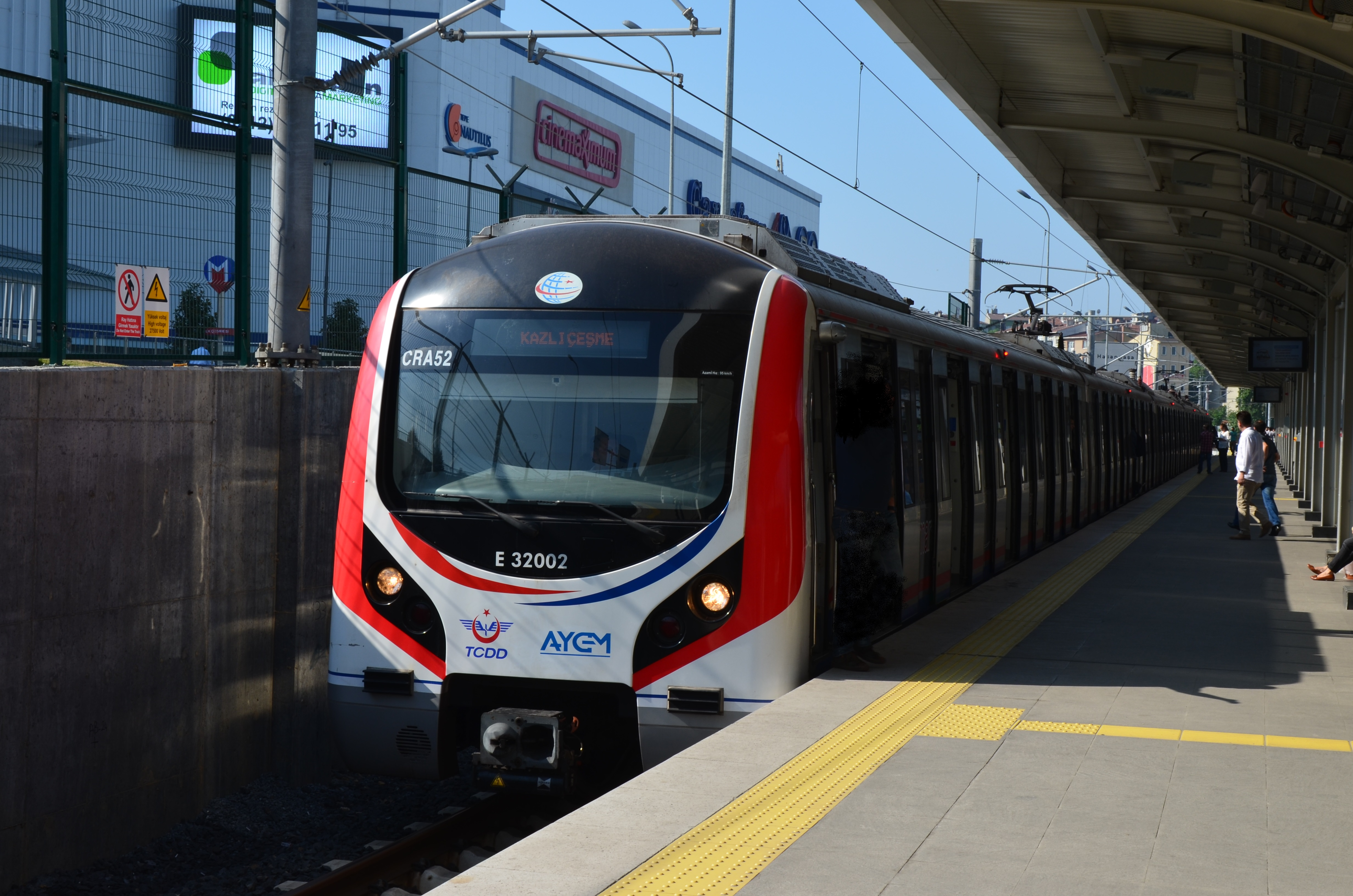
TCDD E32000 sorozatú vonat a Marmaray vonalon